# Campionati europei di sollevamento pesi 1950
I Campionati europei di sollevamento pesi 1950, 32ª edizione della manifestazione, si svolsero a Parigi dal 13 al 15 ottobre; la gara mondiale venne considerata valida anche come campionato europeo e furono classificati i tre atleti del continente col miglior piazzamento.

## Formula
La formula prevedeva tre serie di sollevamenti:
- sollevamento a distensione a due mani;
- sollevamento a strappo a due mani;
- sollevamento a slancio a due mani.

## Titoli in palio
| Categoria            | Eventi            | Atleti |
| -------------------- | ----------------- | ------ |
| Pesi gallo           | Fino a 56 kg      | 5      |
| Pesi piuma           | Fino a 60 kg      | 5      |
| Pesi leggeri         | Fino a 67,5 kg    | 5      |
| Pesi medi            | Fino a 75 kg      | 8      |
| Pesi massimi leggeri | Fino a 82,5 kg    | 7      |
| Pesi massimi         | Oltre gli 82,5 kg | 7      |

## Nazioni partecipanti
Ai campionati parteciparono 37 atleti rappresentanti di 11 nazioni. Cinque di queste entrarono nel medagliere. Tra parentesi i partecipanti per nazione.
- Austria (3)
- Belgio (1)
- Danimarca (2)
- Finlandia (2)
- Francia (5)
- Italia (2)
- Paesi Bassi (3)
- Regno Unito (4)
- Svezia (6)
- Svizzera (3)
- Unione Sovietica (6)

## Risultati
Nella gara dei pesi leggeri (fino a 67,5 kg.) Ermanno Pignatti si classificò a pari merito al terzo posto con lo svedese Persson, poiché entrambi avevano il peso uguale; Pignatti vinse la medaglia di bronzo perché i due atleti furono sottoposti a una seconda pesatura dopo la gara.
| Evento                    | Oro               | Oro   | Argento           | Argento | Bronzo           | Bronzo |
| ------------------------- | ----------------- | ----- | ----------------- | ------- | ---------------- | ------ |
| 56 kg.                    | Rafaėl' Čimiškjan | 305,0 | Gunnar Olofsson   | 275,0   | Marcel Thévenet  | 272,5  |
| 60 kg.                    | Evgenij Lopatin   | 317,5 | Julian Creus      | 305,0   | Einar Eriksson   | 295,0  |
| 67,5 kg.                  | Vladimir Svetilko | 347,5 | André Le Guillerm | 322,5   | Ermanno Pignatti | 307,5  |
| 75 kg.                    | Vladimir Puškarëv | 385,0 | Sigvard Kinnunen  | 357,5   | André Dochy      | 350,0  |
| 82,5 kg. (dettagli)       | Arkadij Vorob'ëv  | 420,0 | Lennart Nelson    | 355,0   | Ernie Roe        | 352,5  |
| Oltre 82,5 kg. (dettagli) | Jakov Kucenko     | 422,5 | Mel Barnett       | 400,0   | Lage Andersson   | 392,5  |

## Medagliere
| Posiz. | Nazione          | Oro | Argento | Bronzo | Totale |
| ------ | ---------------- | --- | ------- | ------ | ------ |
| 1      | Unione Sovietica | 6   | 0       | 0      | 6      |
| 2      | Svezia           | 0   | 3       | 2      | 5      |
| 3      | Regno Unito      | 0   | 2       | 1      | 3      |
| 4      | Francia          | 0   | 1       | 2      | 3      |
| 5      | Italia           | 0   | 0       | 1      | 1      |
| Totale | Totale           | 6   | 6       | 6      | 18     |

## Classifica a squadre
Il sistema di punteggio è basato sui punti distribuiti per l'esercizio totale in base allo schema adottato nel 1948:
| Pos. | Squadra          | Punti |
| ---- | ---------------- | ----- |
| 1    | Unione Sovietica | 30    |
| 2    | Svezia           | 11    |
| 3    | Regno Unito      | 7     |
| 4    | Francia          | 5     |
| 5    | Italia           | 1     |

## Gare

### Fino a 82,5 kg
| Pos. | Atleta                    | Peso atleta | Distensione (kg) | Distensione (kg) | Distensione (kg) | Distensione (kg) | Strappo (kg) | Strappo (kg) | Strappo (kg) | Strappo (kg) | Slancio (kg) | Slancio (kg) | Slancio (kg) | Slancio (kg) | Totale |
| Pos. | Atleta                    | Peso atleta | 1                | 2                | 3                | Pos.             | 1            | 2            | 3            | Pos.         | 1            | 2            | 3            | Pos.         | Totale |
| ---- | ------------------------- | ----------- | ---------------- | ---------------- | ---------------- | ---------------- | ------------ | ------------ | ------------ | ------------ | ------------ | ------------ | ------------ | ------------ | ------ |
|      | Arkadij Vorob'ëv (URS)    |             | 122.5            |                  |                  | 1                | 132.5        |              |              | 1            | 165.0        |              |              | 1            | 420.0  |
|      | Lennart Nelson (SWE)      |             | 100.0            |                  |                  | 3                | 112.5        |              |              | 2            | 142.5        |              |              | 2            | 355.0  |
|      | Ernie Roe (GBR)           |             | 105.0            |                  |                  | 2                | 107.5        |              |              | 3            | 140.0        |              |              | 3            | 352.5  |
|      | Jens Jørn Mortensen (DNK) |             |                  |                  |                  |                  |              |              |              |              |              |              |              |              |        |

### Oltre 82,5 kg
| Pos. | Atleta                | Peso atleta | Distensione (kg) | Distensione (kg) | Distensione (kg) | Distensione (kg) | Strappo (kg) | Strappo (kg) | Strappo (kg) | Strappo (kg) | Slancio (kg) | Slancio (kg) | Slancio (kg) | Slancio (kg) | Totale |
| Pos. | Atleta                | Peso atleta | 1                | 2                | 3                | Pos.             | 1            | 2            | 3            | Pos.         | 1            | 2            | 3            | Pos.         | Totale |
| ---- | --------------------- | ----------- | ---------------- | ---------------- | ---------------- | ---------------- | ------------ | ------------ | ------------ | ------------ | ------------ | ------------ | ------------ | ------------ | ------ |
|      | Jakov Kucenko (URS)   |             | 137.5            |                  |                  | 1                | 130.0        |              |              | 1            | 155.0        |              |              | 2            | 422.5  |
|      | Mel Barnett (GBR)     |             | 125.0            |                  |                  | 3                | 117.5        |              |              | 2            | 157.5        |              |              | 1            | 400.0  |
|      | Lage Andersson (SWE)  |             | 132.5            |                  |                  | 2                | 110.0        |              |              |              | 150.0        |              |              | 3            | 392.5  |
| 4    |                       |             |                  |                  |                  |                  |              |              |              |              |              |              |              |              |        |
| 5    | Raymond Herbaux (FRA) | 93.70       | 115.0            |                  |                  |                  | 112.5        |              |              | 3            | 145.0        |              |              |              | 372.5  |